# Sjóvar kommuna
Sjóvar kommuna is een gemeente in het zuidwesten van het eiland Eysturoy, op de Faeröer. De gemeente omvat de plaatsen Strendur, Innan Glyvur, Selatrað, Morskranes en Kolbanargjógv. De naam van de gemeente betekent Zeegemeente in het Faeröers.